# Prätorialfront
Als Prätorialfront oder Praetorialfront wird in der Archäologie die dem Feind zugewandte Seite eines römischen Militärlagers bezeichnet. 
Zumeist war dies eine der beiden Schmalseiten eines Kastells, an der sich das Haupttor, die Porta praetoria mit der zu den Principia führenden Via praetoria, befand. Der Begriff Prätorialfront wurde bereits sehr früh, zu Beginn der wissenschaftlichen Forschungen im 19. Jahrhundert geprägt. Der Prätorialfront gegenüber, an der rückwärtigen Schmalseite eines Kastells, befand sich die Dekumanfront.